# Daphnis
Pour les articles homonymes, voir Daphnis (homonymie).

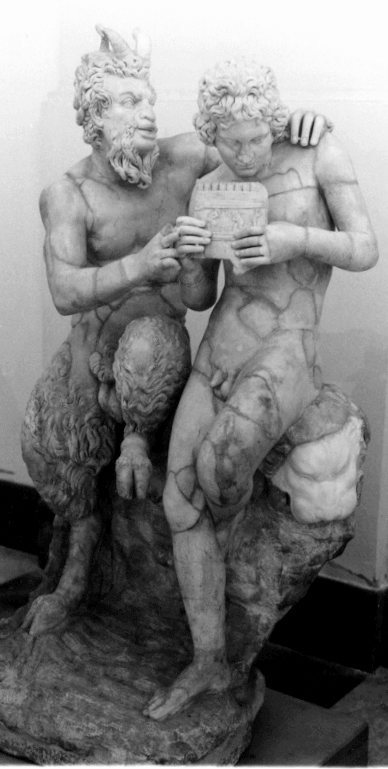
Statuette du dieu Pan et son éromène, Daphnis, Ier siècle av. J.-C., Musée archéologique national de Naples.

Dans la mythologie grecque et surtout romaine, Daphnis (en grec ancien Δάφνις / Dáphnis, de δάφνη / dáphnê, « laurier »), fils d'Hermès et d'une nymphe, est un berger de Sicile qui fut divinisé. Selon la légende, il aurait vu le jour dans les campagnes aux alentours du village d'Assoro, dans la province d'Enna.

## Mythe
Il apprit de Pan à chanter et à jouer de la flûte, et il est parfois présenté comme son amant. Il fut protégé des Muses qui lui inspirèrent l'amour de la poésie. Il fut le premier, dit-on, qui excella dans la poésie pastorale. Avant lui, les bergers menaient une vie sauvage ; il sut les civiliser, leur apprit à respecter et à honorer les dieux ; il propagea parmi eux le culte de Dionysos qu'il célébrait solennellement. Remarquable par sa beauté et sa sagesse, il était à la fois chéri des dieux et des hommes.
Il promet fidélité à la nymphe Nomia (Bergère) qui, face à son infidélité, l'aveugle ou le transforme en rocher,.
À sa mort, les nymphes le pleurèrent, Pan et Apollon, qui suivaient ses pas, désertèrent les campagnes, la terre elle-même devint stérile ou se couvrit de ronces et d'épines.
Mais Daphnis fut admis dans l'Olympe, et, une fois reçu parmi les dieux, il prit sous sa protection les pâtres et les troupeaux. La campagne changea d'aspect, elle se couvrit de verdure, de fleurs et de moissons. Dans les montagnes, on n'entendit plus que des cris d'allégresse et des chants joyeux. C'était le retour de l'âge d'or où nul ne tue ou mange autrui, comme l'écrit Virgile :

« Le loup ne songe plus à tendre des pièges aux troupeaux, le chasseur à surprendre les cerfs dans ses traîtres lacs; le bon Daphnis aime la paix. Les monts incultes eux-mêmes en poussent jusqu'aux astres des cris de joie; les rochers même et les buissons prennent une voix pour dire: "C'est un dieu, Ménalque, c'est un dieu!" »

— Virgile, Les Bucoliques, V.
Compagnon d’Artémis, on dit que, non content de garder ses beaux troupeaux, il allait aussi à la chasse ; et tel était le charme que ce chasseur divin répandait autour de lui que, lorsqu'il mourut, ses chiens se laissèrent aussi mourir de douleur.
Ce dieu champêtre avait ses temples, ses autels ; on lui faisait des libations comme à Dionysos et à Déméter, et, pour les habitants des campagnes, c'était presque un autre Apollon. Il faut y voir l'appropriation grecque du culte d'un dieu pastoral sicane, parèdre d’une Grande Mère.
Virgile lui a consacré la cinquième églogue des Bucoliques. Théocrite l'évoque dans plusieurs œuvres.

## Postérité
Daphnis donne son nom et certaines caractéristiques à l'archétype du berger dans la poésie bucolique à partir de la fin de l'époque hellénistique. Il influence ainsi, indirectement, le personnage principal du roman Daphnis et Chloé, écrit par l'auteur grec Longus au IIe siècle apr. J.-C. ; cette œuvre connait à son tour une postérité aux époques modernes et contemporaines.
Daphnis, un des satellites naturels de Saturne, découvert en 2005 par la sonde Cassini, est nommé en référence au personnage mythologique.

#### Ouvrages généraux
- Pierre Commelin, Mythologie grecque et romaine [détail des éditions] [lire en ligne].

#### Dictionnaires et encyclopédies
- (en) Gerhard Baudy, « Daphnis », sur Brill's New Pauly Online, 2005 (consulté le 6 août 2025).
- (de) Gratia Berger-Doer, « Daphnis », dans Lexicon Iconographicum Mythologiae Classicae, Zurich, Munich et Düsseldorf, Artemis Verlag, 1986 (ISBN 3-7608-8751-1, lire en ligne), p. 348-352.
- Pierre Grimal (préf. Charles Picard), Dictionnaire de la mythologie grecque et romaine, Paris, Presses universitaires de France, 1994, 12e éd. (1re éd. 1951), 574 p. (ISBN 2-13-044446-6), « Daphnis », p. 117.
- (de) Georg Knaack, « Daphnis 1 », dans Realencyclopädie der classischen Altertumswissenschaft, vol. IV-2, Stuttgart, Metzler, 1901 (lire sur Wikisource), col. 2141-2146.
- (de) Heinrich Wilhelm Stoll, « Daphnis 1 », dans Wilhelm Heinrich Roscher, Ausführliches Lexikon der griechischen und römischen Mythologie, vol. I-1, Leipzig, Teubner-Verlag, 1886 (lire sur Wikisource), col. 955-961.